# Heston Blumenthal
Heston Marc Blumenthal (High Wycombe, Buckinghamshire, 27 de mayo de 1966) es el chef y propietario de The Fat Duck, un restaurante con tres estrellas Michelín situado en Bray (condado de Berkshire), votado como «Mejor Restaurante del Reino Unido» por The Good Food Guide en 2007 y 2009, y «Mejor Restaurante del Mundo» por varios chefs en 2005. 
Es, junto a Ferran Adrià de El Bulli, el cocinero que más habitualmente encabeza las clasificaciones de mejores cocineros del mundo en la actualidad. Blumenthal (pronunciado |ˈbluːmənθɔːl|) es famoso por su aproximación científica a la gastronomía y ha sido descrito como un alquimista de la cocina por su innovador estilo de cocinar.